# 중앙승가대학교
중앙승가대학교(中央僧伽大學校, Joong-Ang Sangha University)는 경기도 김포시에 있는 불교계 사립대학교로서, 현대식 승려 육성기관이다.
학교 특성상 대한불교 조계종의 남녀 예비승(사미, 사미니) 혹은 남녀 승려(비구, 비구니)와 한국불교종단협의회에 소속된 대한불교조계종과 동급의 종단의 승려 중 해당 종단의 최고 행정권자에게 입학추천서를 받은 승려에 한해 입학이 가능하다. 졸업하면 군종 승려에 지원할 수 있게 된다.

## 연혁
- 1979년 2월 24일: 중앙승가학원 설립
- 1979년 3월 18일: 개원
- 1980년 1월 10일: 중앙승가대학으로 원명 변경
- 1990년 2월 27일: 각종학교로 개편
- 1996년 12월 11일: 일반대학으로 개편
- 2001년 1월 12일: 현 교사로 이전
- 2006년 9월 26일: 중앙승가대학교로 교명 변경

## 교육편제

### 학부
다음은 2019년 기준 중앙승가대학교의 학사 학위 과정 일람이다.
| 불교학부                          | 불교사회학부                            |
| --------------------------------- | --------------------------------------- |
| - 불교경영학 전공 - 문화재학 전공 | - 사회복지학 전공 - 포교사회상담학 전공 |

### 대학원
중앙승가대학교는 일반대학원 1개원을 운영 중에 있다.